# Арнефрид (епископ на Констанц)
Арнефрид (на немски: Arnefrid; на латински: Arnefridus) е от ок. 736 до ок. 746 г. епископ на Констанц и абат на манастир Райхенау (736?-746?).
През 736 г. той е монах в Райхенау и едновременно абат на манастира на острова и епископ на Констанц. Той е споменат като абат в два документа за дарения като свидетел на една Беата.